# Полковник-Минково
Полковник-Минково (болг. Полковник Минково) — село в Болгарии. Находится в Добричской области, входит в общину Добричка. Население составляет 205 человек.

## Политическая ситуация
В местном кметстве Полковник-Минково, в состав которого входит Полковник-Минково, должность кмета (старосты) исполняет Йордан Марков Стоев (Болгарская социалистическая партия (БСП)) по результатам выборов правления кметства.
Кмет (мэр) общины Добричка — Петко Йорданов Петков (Болгарская социалистическая партия (БСП)) по результатам выборов в правление общины.